# Drużynowy Puchar Polski na Żużlu 1979
Drużynowy Puchar Polski na Żużlu 1979 – 2. edycja Drużynowego Pucharu Polski, organizowanych przez Polski Związek Motorowy. Rozegrano eliminacje grupowe oraz 4 turnieje finałowe. W finałach wystartowali zwycięzcy poszczególnych grup: Unia Leszno (grupa I), Stal Gorzów Wlkp. (grupa II), Kolejarz Opole (grupa III) i Gwardia Łódź (grupa IV). Turnieje finałowe rozegrano na torach każdego z uczestników.

## Eliminacje grupowe - tabele końcowe
| Poz. | Klub                  | Punkty | Małe punkty |
| ---- | --------------------- | ------ | ----------- |
| 1    | Unia Leszno           | 10     | 138         |
| 2    | Falubaz Zielona Góra  | 8      | 124         |
| 3    | Polonia Bydgoszcz     | 6      | 93          |
| 4    | Ostrovia Ostrów Wlkp. | 0      | 22          |

| Poz. | Klub              | Punkty | Małe punkty |
| ---- | ----------------- | ------ | ----------- |
| 1    | Stal Gorzów Wlkp. | 11     | 145         |
| 2    | Start Gniezno     | 7      | 90          |
| 3    | Stal Toruń        | 6      | 98          |
| 4    | Wybrzeże Gdańsk   | 5,5    | 100         |
| 4    | GSŻ Grudziądz     | 0,5    | 47          |

| Poz. | Klub                 | Punkty | Małe punkty |
| ---- | -------------------- | ------ | ----------- |
| 1    | Kolejarz Opole       | b.d.   | b.d.        |
| 2    | RKM Rybnik           | b.d.   | b.d.        |
| 3    | Sparta Wrocław       | b.d.   | b.d.        |
| 4    | Śląsk Świętochłowice | b.d.   | b.d.        |

| Poz. | Klub                  | Punkty | Małe punkty |
| ---- | --------------------- | ------ | ----------- |
| 1    | Gwardia Łódź          | b.d.   | b.d.        |
| 2    | Motor Lublin          | b.d.   | b.d.        |
| 3    | Stal Rzeszów          | b.d.   | b.d.        |
| 4    | Włókniarz Częstochowa | b.d.   | b.d.        |
| 5    | Unia Tarnów           | b.d.   | b.d.        |

## Rundy finałowe
| Poz. | Klub              | Punkty |
| ---- | ----------------- | ------ |
| 1    | Unia Leszno       | 35     |
| 2    | Stal Gorzów Wlkp. | 29     |
| 3    | Kolejarz Opole    | 25     |
| 4    | Gwardia Łódź      | 3      |

| Poz. | Klub              | Punkty |
| ---- | ----------------- | ------ |
| 1    | Unia Leszno       | 44     |
| 2    | Stal Gorzów Wlkp. | 29     |
| 3    | Kolejarz Opole    | 16     |
| 4    | Gwardia Łódź      | 7      |

| Poz. | Klub              | Punkty |
| ---- | ----------------- | ------ |
| 1    | Stal Gorzów Wlkp. | 38,5   |
| 2    | Unia Leszno       | 34     |
| 3    | Kolejarz Opole    | 19,5   |
| 4    | Gwardia Łódź      | 4      |

| Poz. | Klub              | Punkty |
| ---- | ----------------- | ------ |
| 1    | Unia Leszno       | 42     |
| 2    | Stal Gorzów Wlkp. | 34     |
| 3    | Gwardia Łódź      | 16     |
| 4    | Kolejarz Opole    | 3      |

## Tabela końcowa
| Poz. | Klub              | Punkty | Małe punkty |
| ---- | ----------------- | ------ | ----------- |
| 1    | Unia Leszno       | 11     | 155         |
| 2    | Stal Gorzów Wlkp. | 9      | 130,5       |
| 3    | Kolejarz Opole    | 3      | 76,5        |
| 4    | Gwardia Łódź      | 1      | 20          |